# Балашейка (Самарска област)
Балашейка (на руски: Балашейка) е селище от градски тип в Русия, разположено в Сизрански район, Самарска област. Населението му към 1 януари 2018 година е 2748 души.